# Вишнёвский поселковый совет
Вишнёвский поселковый совет (укр. Вишнівська селищна рада) — входит в состав
Пятихатского района
Днепропетровской области
Украины.
Административный центр поселкового совета находится в 
пгт Вишнёвое.

## Населённые пункты совета
- пгт Вишнёвое
- с. Кулябкино